# Astata boops
Astata boops är en stekelart som först beskrevs av Franz Paula von Schrank 1781.  Astata boops ingår i släktet Astata, och familjen Crabronidae. Arten är reproducerande i Sverige.

## Bildgalleri

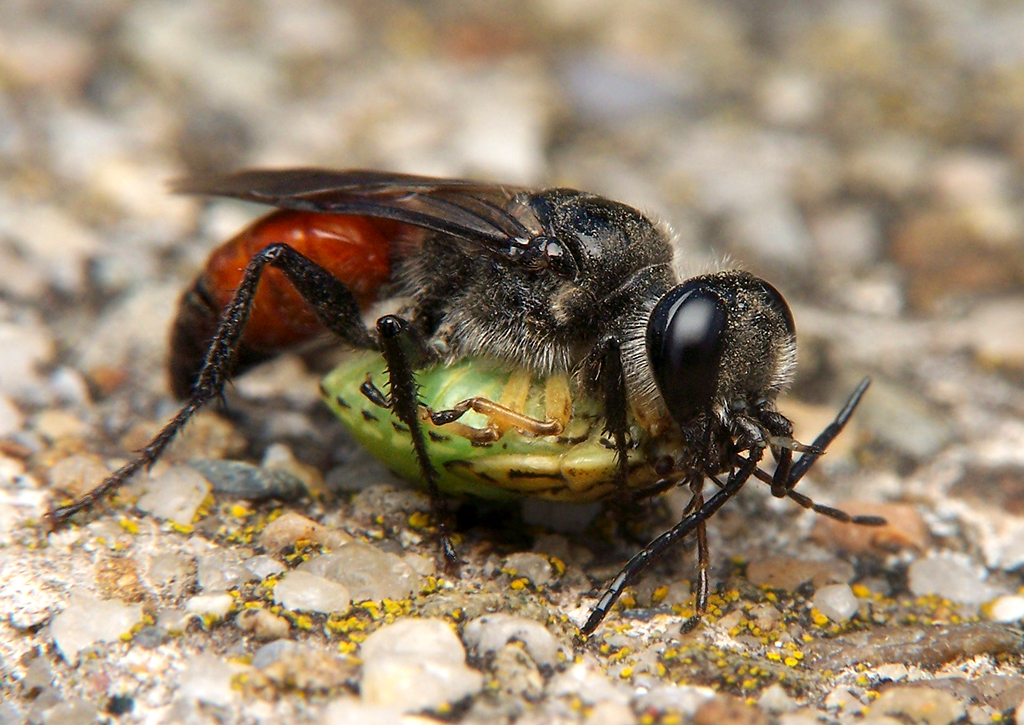
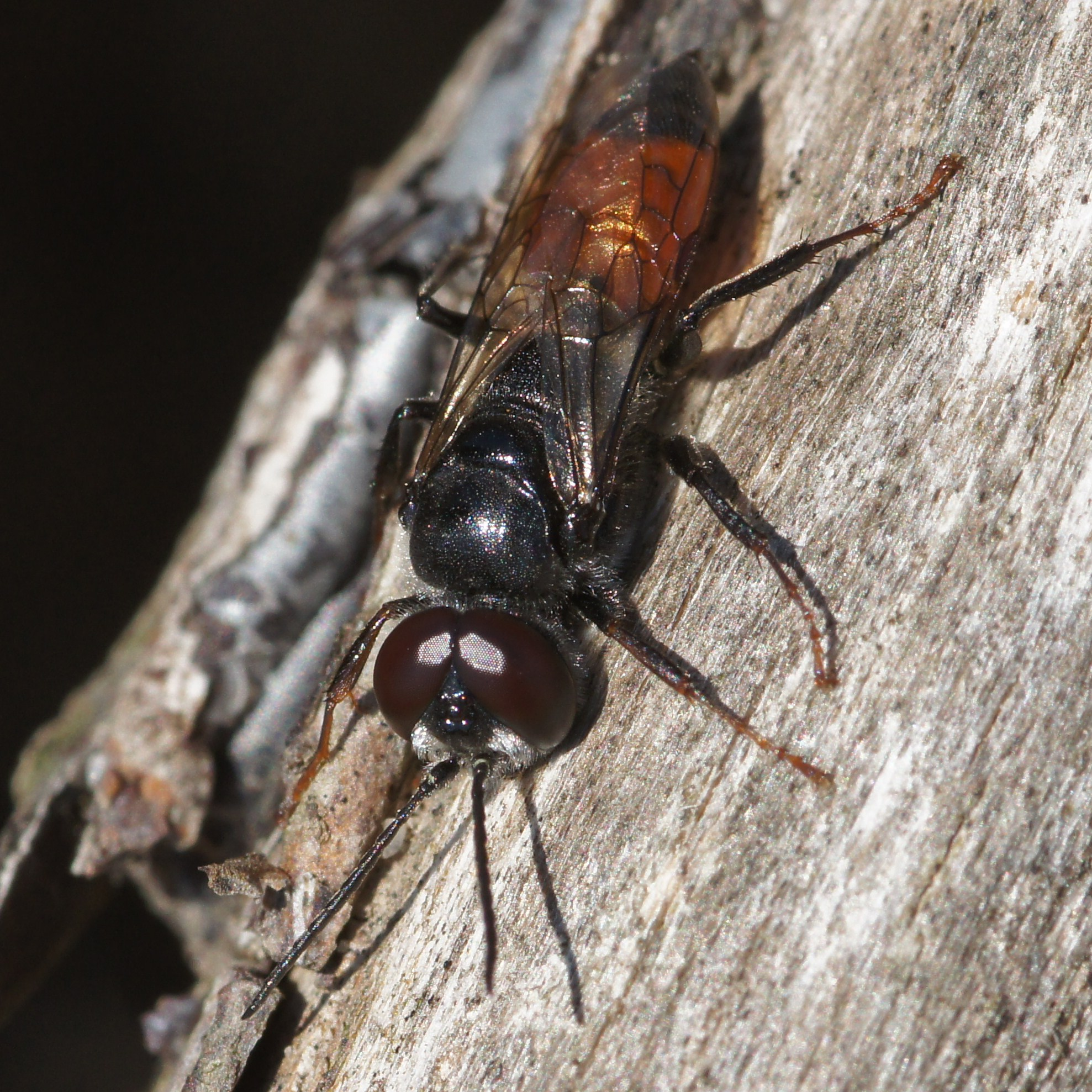
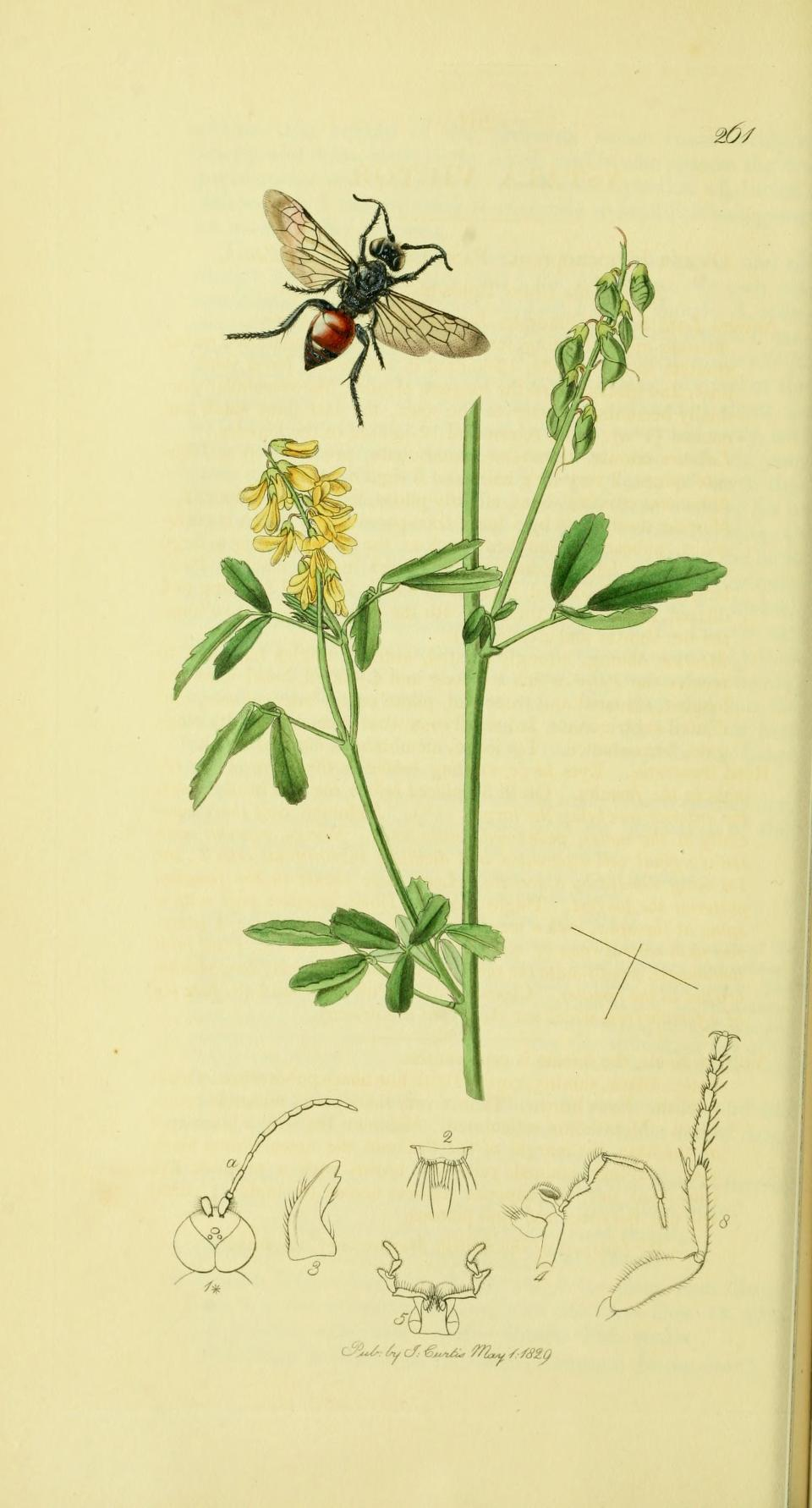